# Kaiane Aldorino
Kaiane Aldorino (ur. 8 lipca 1986 w Gibraltarze) – gibraltarska polityk, a także Miss Świata 2009.
Aldorino z wykształcenia jest specjalistką do spraw zasobów ludzkich. Była także amatorską tancerką. 12 grudnia 2009 została wybrana na uroczystej gali w Johannesburgu Miss Świata 2009.
W 2014 roku została zastępczynią burmistrza Gibraltaru, Adolfo Canepy, a w 2017 jego następczynią. W 2019 zakończyła urzędowanie, a kolejnym burmistrzem został John Gonçalves.